# Dannii Minogue
Danielle Jane Minogue, poznatija i kao Dannii Minogue (Melbourne, 20. listopada 1971.) australska je pjevačica, glumica, modna dizajnerica i televizijska ličnost.

## Biografija
Minogue je rođena u Melbourneu, Australija, od australskog računovođe irskih predaka i plesačice iz Walesa. Ona je najmlađa od troje djece i sestra pjevačice i glumice Kylie Minogue. Minogue se proslavila s ulogama u televizijskim emisijama i australskim sapunicama, prije početka svoje karijere kao pjevačica. Minogue je rano postigla uspjeh s hitovima, ali s izdanjem svog drugog albuma, njena popularnost kao pjevačica se smanjila, što ju je dovelo da se koncentrira na druge stvari kao što su predstavljanje na televiziji.

## Karijera
Minogue je potpisala prvi ugovor za snimanje u siječnju 1989. godine. Njen prvi album Dannii objavljen je naredne godine, a 1991. godine izvan Australije, pod naslovom Love and Kisses, i došao je između prvih deset mjesta na ljestvicama. Minogue izdaje svoj drugi album Get Into You u listopadu 1993. godine, koji je uključivao pjesme "Show You the Way to Go" i "This Is It".
Minoguein je interes za glazbu i plesni klub utjecao na njen treći album Girl objavljen u rujnu 1997. godine. Album predstavlja više sofisticiran i odrasliji stil plesne glazbe, ali i pored općenito pozitivne kritike, nije uspio dospjeti na jedno od prvih 50 mjesta britanske top ljestvice. Minoguein je singl "All I Wanna Do", dospio na četvrto mjesto na ljestvice u Velikoj Britaniji i dobio je zlatnu certifikaciju u Australiji. Album su pratila još 2 singla, "Everything I Wanted" i "Disrememberance", koji nisu uspjeli dospjeti na deset najviših mjesta, ali postigla je prvo mjesto na britanskoj dance ljestvici.
U ožujku 2003. godine, Minogue izdaje svoj četvrti album Neon Nights, koji je dostigao osmo mjesto u Velikoj Britaniji, njen najviši debitantski rang, a s njega je skinuto tri singla koji su dospjeli na jedno od prvih 10 mjesta. Singl "I Begin to Wonder" je postao njen najveći hit s drugim mjestom na britanskoj ljestvici. Singlovi "I Begin to Wonder" i "Don't Wanna Lose This Feeling" su također postigli značajne uspjehe na američkoj dance ljestvici.
U lipnju 2006. godine je izašao kompilacijski album The Hits & Beyond. Album se sastojao od novih pjesama te singla s njezina četiri studijska albuma. Album je predstavio novi single pod nazivom "So Under Pressure", inspiriran dijagnozom raka njezine sestea Kylie. Ta je pjesma bila deseti uzastopni singl koji je došao na vrh britanske ljestvice. Godine 2007. Minogue je bila sudac u reality showu Australia's Got Talent, te se pojavila u ulozi suca i mentora u četvrtoj sezoni The X Factor. U studenom 2007. godine, Minogue je predstavila još jedan kompilacijski album pod nazivom Unleashed. Digitalni album Club Disco je objavljena na isti datum, sadrži i ranije izdana je nekoliko singlova kao što su "You Won't Forget About Me", "Perfection" i "So Under Pressure", a također otkazan singl "I Can't Sleep at Night". Konačno, novi singl pod nazivom "Touch Me Like That" je objavljen u prosincu. Minogue se vratio u britanskoj televiziji u kolovozu 2008. godine kao sudac u The X Factor.

## Osobni život
U siječnju 1994. godine, Minogue se udala za australskog glumca Juliana McMahona, kojeg je bila upoznala 1991. godine. Minogue i McMahon vjenčali su se za manje od dvije godine, a rastali su se 1995. godine. Od 2008. je bila u vezi s modelom i bivšim profesionalnim igračen ragbija Krisom Smithom. 9. siječnja 2010. je objavljeno da je Minogue trudna, a to je potvrđeno i na njenoj osobnoj stranici na Twitteru. Dana 5. srpnja 2010. rodila Minogue je Melbourneu rodila dječaka po imenu Ethan Edward Smith.

## Diskografija
- Dannii (1990.)
- Love & Kisses (1991.)
- Get Into You (1993.)
- Girl (1997.)
- Neon Nights (2003.)
- The Hits & Beyond (2006.)
- Unleashed (2007.)
- Club Disco (2007.)
- The Early Years (2008.)
- The 1995 Sessions (2009.)

## Vanjske poveznice
- Službene stranice  Arhivirana inačica izvorne stranice od 26. svibnja 2006. (Wayback Machine)
- Dannii Minogue u internetskoj bazi filmova IMDb-u (engl.)